# Japanska ženska rukometna reprezentacija
Japanska ženska rukometna reprezentacija predstavlja državu Japan u sportu rukometu.

## Medalje naAP
- zlato: 2004.
- srebro: 1991., 2000.
- bronca: 1987., 1989., 1995., 1997., 1999., 2006., 2008.